# NAPA Auto Parts 200
Das NAPA Auto Parts 200 war ein Autorennen der NASCAR Nationwide Series, welches auf dem Circuit Gilles-Villeneuve in Montreal, Kanada stattfand. Es gab jedoch schon vorher ein Rennen, das diesen Namen trug.
Das NAPA Auto Parts 200 auf dem Circuit Gilles-Villeneuve wurde erstmals am 4. August 2007 ausgetragen. Es war nicht nur das erste Mal, dass die NASCAR in Montreal fährt, sondern gar das erste Rennen der NASCAR Nationwide Series in Kanada. Gewonnen wurde das Rennen von Kevin Harvick. Allerdings wurde dieser Sieg von unrühmlichen Ereignissen überschattet. Während einer Gelbphase überholte Robby Gordon Marcos Ambrose, welcher ersteren dann umdrehte und sich die Führung zurückholte. Gordon hätte sich nach Meinung der NASCAR während der Gelbphase zurückfallen lassen müssen, tat dies aber nicht, sondern rammte Marcos Ambrose kurz nach dem Neustart des Rennens und nahm diesem so die Siegchancen. Robby Gordon war danach zwar erster auf der Strecke, allerdings bereits disqualifiziert. Kevin Harvick war der glückliche Dritte, der den Sieg abstaubte.

## Bisherige Sieger
- 2011: Marcos Ambrose
- 2010: Boris Said
- 2009: Carl Edwards
- 2008: Ron Fellows
- 2007: Kevin Harvick